# 2712 Keaton
2712 Keaton је астероид главног астероидног појаса са средњом удаљеношћу од Сунца која износи 2,162 астрономских јединица (АЈ).
Апсолутна магнитуда астероида је 13,5.